# Hexura rothi
Espèce
Hexura rothi est une espèce d'araignées mygalomorphes de la famille des Antrodiaetidae.

## Distribution
Cette espèce est endémique d'Oregon aux États-Unis,. Elle se rencontre dans les comtés de Benton, de Curry, de Douglas, de Jackson, de Josephine et de Lane.

## Description
Le mâle holotype mesure 9,3 mm et la femelle paratype 11,0 mm.

## Étymologie
Cette espèce est nommée en l'honneur de Vincent Daniel Roth.

## Publication originale
- Gertsch & Platnick, 1979 : A revision of the spider family Mecicobothriidae (Araneae, Mygalomorphae). American Museum Novitates, no 2687, p. 1-32 (texte intégral).